# 菲律賓—朝鮮關係
菲律賓—朝鮮關係（韓語：필리핀-조선민주주의인민공화국 관계），是指菲律賓共和國與朝鮮民主主義人民共和國的雙邊關係，兩國都沒有在對方的首都設置大使館，菲律賓駐華大使館兼轄朝鮮事務，而朝鮮駐泰國大使館則兼轄菲律賓事務。

## 歷史
在朝鮮戰爭期間，菲律賓韓國遠征軍介入並與朝鮮人民軍對戰。1970年代起，兩國開始致力於建立正式的外交關係。到了1980年代，与中华人民共和国关系中断后的菲律賓共產黨及其所屬反政府武裝新人民軍开始试图争取来自朝鲜的支持，并派代表在其当时的最大支持者越南方面的帮助下前往平壤联络相关事宜，并希望借此直接获得同样与中国交恶的苏联的直接支持。由於菲律賓的傳統反共立場，且发现缴获的新人民军使用的武器中有部分为朝鲜制造的产品（如68式自动步枪），因而懷疑朝鮮及其背后的苏联支援菲共，雙方的外交關係沒有重大發展。根據美國國務院於1990年發布的《全球恐怖主義形態報告》，朝鮮涉嫌對新人民軍作出有限的支援。但事实上朝鲜在中苏交恶后明确站在苏联一边，尽管1976年后菲共已与中共关系恶化并中断一切联系，可由于菲共始终坚持其毛主义意识形态理论，因而朝鲜与菲共之间在意识形态上完全无法达成一致，即菲共在当时与苏联交好的国家中的支持者仅有越南一国，苏联及其阵营的其他国家并不愿因其与中国关系恶化而为其提供支持。而新人民军所使用的朝鲜武器均来自于前援助国越南，实为越南从朝鲜获得的军援。
1998年，菲律賓擔任東協區域論壇主席，會議中啟動承認朝鮮為成員國的程序，然而朝鮮方面表示文萊、菲律賓等東南亞國家應先與其建立正式關係才會加入。
1999年9月，兩國外長在紐約聯合國大會期間進行了會面，討論改善雙邊關係，隨後兩國於2000年4月在哥倫比亞舉行的不結盟運動會議期間進行會談，雙方同意在原則上建立外交關係。
2000年7月12日，時菲律賓外交部長西亞松和朝鮮駐泰國大使趙仁哲（音譯；）在菲律賓馬尼拉外交部舉行了簽署儀式，雙方正式建交。菲律賓是與朝鮮最晚建立正式外交關係的亞洲國家之一，北韓亦於同月加入了東盟地區論壇。
據報導，在2010年初期朝鮮曾經提出在馬尼拉設立常駐大使館的要求，但被菲方拒絕。報導說，菲律賓當局的拒絕原因是因為考慮到朝鮮的外交官員在國際上的信譽問題，而朝鮮外交官被指經常以「外交活動」在他國進行走私和仿冒行為。西亞松隨後說，朝方從未提出過這樣的要求，但菲方仍然願意擴大兩國間的外交關係。
菲律賓作為韓美兩國的盟友，依然擔心並持續譴責北韓進行的違反了聯合國安全理事會朝鮮相關決議的核試驗和導彈試射。
聯合國安理會於2016年3月投票決議加重制裁北韓後，菲律賓率先作出了行動並扣押了一艘在聯合國黑名單上的朝籍貨輪「金騰號」，但沒有發現沒有爆炸物或禁用物質。數週後，另一艘據報全體船員包括船長都是朝鮮人的化學品船「Theresa Begonia」也被扣押，但是也沒有發現任何違禁物質。

## 經濟關係
根據菲律賓貿易和工業部的報告，菲律賓對北朝鮮出口的主要產品有香蕉、台式電腦、集成電路和女性內衣。
2017年，菲律賓是北朝鮮的第三大貿易夥伴，首二大是合佔該國貿易量90％的中華人民共和國和印度。
北朝鮮在2017年進行導彈試驗後，菲律賓於同年9月起遵守聯合國安理會的制裁決議，暫停對北朝鮮的一切貿易。